# Jupiter Tonans tempel
Jupiter Tonans tempel, Jupiter ”Dundrarens” tempel (grekiska: Ζεὺς βροντῶν), var ett tempel i Rom, beläget på Capitolium. Templet var invigt åt Jupiter som åskans gud. Templet uppfördes av kejsar Augustus i tacksamhet för att ha undkommit att träffas av blixten i samband med det kantabriska fälttåget.
Templet var byggt i marmor och hyste en kultstaty av Jupiter hållande i en spira och en åskvigg. Framför templet stod statyer av Castor och Pollux.

## Karta
| Plan över Capitolium under antiken |
| --- |
| Capitolium Arx Forum Romanum Fori Imperiali Velabrum Jupitertemplet Tabularium Juno Monetas tempel Marcellusteatern Forum Holitorium Bellonatemplet Jupiter Feretrius tempel Veiovistemplet Auguraculum Iseum Jupiter Custos tempel Concordiatemplet Jupiter Conservators tempel Altare Tensarum Jupiter Tonans tempel Clivus Capitolinus Centus Gradus Porta Pandana Janustemplet Juno Sospitas tempel Spestemplet Augustustemplet Asylum Inter duos lucos Vicus Iugarius Marsfältet Dei Consentes portik Vespasianus- templet Concordiatemplet Tullianum Clivus Argentarius Venus Erycinas tempel Bona Mens tempel Fidestemplet Opstemplet Scipio Africanus båge Saturnustemplet Basilica Iulia |